# Черничный (Могилёвская область)
Черни́чный (бел. Чарнічны) — посёлок в составе Савского сельсовета Горецкого района Могилёвской области Республики Беларусь.

## Население
- 1999 год — 9 человек
- 2010 год — 7 человек